# For Your Pleasure
For Your Pleasure je druhé studiové album britské skupiny Roxy Music. Jeho nahrávání probíhalo v únoru 1973 v AIR Studios v Londýně a vyšlo v březnu téhož roku. Album produkovali Chris Thomas, John Anthony a samotná skupina. Lídr skupiny Bryan Ferry původně ohledně produkce kontaktoval velšského hudebníka Johna Calea. Ten však Ferrymu doporučil, aby raději vyzkoušel Chrise Thomase. Další člen skupiny, kytarista Phil Manzanera (sám Caleův pozdější spolupracovník), v roce 2013 uvedl: „Nyní mám Johna [Calea] rád, dokonce jsem produkoval jedno z jeho alb, ale díky Bohu, že to neudělal [neprodukoval desku For Your Pleasure], protože by to pro nás v té době bylo opravdu špatné.“ Kapela tehdy ohledně spolupráce kontaktovala také Sterlinga Morrisona, Caleova bývalého spoluhráče ze skupiny The Velvet Underground, avšak dozvěděla se, že ten se již hudbě nevěnuje.

## Seznam skladeb
Autorem všech skladeb je Bryan Ferry.
| Pořadí         | Název                           | Délka |
| -------------- | ------------------------------- | ----- |
| 1.             | Do the Strand                   | 4:04  |
| 2.             | Beauty Queen                    | 4:41  |
| 3.             | Strictly Confidential           | 3:48  |
| 4.             | Editions of You                 | 3:51  |
| 5.             | In Every Dream Home a Heartache | 5:29  |
| 6.             | The Bogus Man                   | 9:20  |
| 7.             | Grey Lagoons                    | 4:13  |
| 8.             | For Your Pleasure               | 6:51  |
| Celková délka: | Celková délka:                  | 42:16 |

## Obsazení
- Bryan Ferry – zpěv, klavír, pianet (Hohner), mellotron, harmonika
- Brian Eno – syntezátor (EMS VCS 3), doprovodné vokály
- Andrew Mackay – hoboj, saxofon, elektronické varhany (Farfisa)
- Phil Manzanera – elektrická kytara
- John Porter – basová kytara
- Paul Thompson – bicí